# マルセル・マルトリッツ
マルセル・マルトリッツ（Marcel Maltritz, 1978年10月2日 - ）は、ドイツの旧東ドイツ・マクデブルク出身の元サッカー選手。現役時代のポジションはディフェンダー（センターバック）。ブンデスリーガ・VfLボーフムに10年間所属していた。

## 所属クラブ
- 1.FCマクデブルク 1996-1998
- VfLヴォルフスブルク 1999-2001
- ハンブルガーSV 2001-2004

→ ハンブルガーSV II 2002-2003
- VfLボーフム 2004-2014

→ VfLボーフム II 2009